# Charles-Hugues Le Febvre de Saint-Marc
Pour les articles homonymes, voir Le febvre et Saint-Marc.
Charles-Hugues Le Febvre de Saint-Marc, né le 22 juin 1698 à Paris où il est mort le 20 novembre 1769, est un dramaturge et  homme de lettres français.

## Biographie
Saint-Marc est connu dans la république des lettres par des ouvrages de différents genres, et surtout par des éditions de divers auteurs, telles que celles des Mémoires de Feuquières, des Œuvres de Pavillon, de Boileau, de Chaulieu, etc., avec des notes et des commentaires. Il a donné, en 1748, un opéra intitulé le Pouvoir de l’Amour. Il a composé les 17 et 18 volumes et partie du 19 du Pour et Contre de l’abbé Prévost.
Il fut membre de l’Académie des belles-lettres, sciences et arts de La Rochelle.

## Œuvres
- Abrégé chronologique de l'histoire générale d'Italie, depuis la chute de l'Empire romain d'Occident, c'est-à-dire depuis l'an 476 de l'ère chrétienne, jusqu'au traité d'Aix-la-Chapelle en 1748
- Histoire d'Angleterre
- Jeune Poule et Vieux Coq (opérette)
- Le Pour et contre : ouvrage périodique d'un goût nouveau, dans lequel on s'explique librement sur tout ce qui peut intéresser la curiosité du public, en matière de sciences, d'arts, de livres, d'auteurs, &c. sans prendre aucun parti, et sans offenser personne
- Mémoires de M. le marquis de Feuquière lieutenant général des armées du roi ; contenans ses maximes sur la guerre
- Œuvres de Boileau Despréaux : augmentée de plusieurs Remarques et de Pièces relatives aux Ouvrages de l'Auteur
- Œuvres de l'abbé de Chaulieu. Nouvelle édition, augmentée d'un grand nombre de pièces qui n'étoient point dans les précèdentes, & corrigée dans une infinité d'endroits sur des copies autentiques
- (éditeur) Poésies de Lalane et du marquis de Montplaisir
- Poésies de Malherbe, rangées par ordre chronologique ; avec un discours sur les obligations que la langue & la poèsie françoise ont à Malherbe, & quelques remarques historiques & critiques
- Poésies de Saint-Pavin et de Charleval
- Pouvoir de l'amour
- Supplément au Nécrologe de l'Abbaïe de Notre-Dame de Port-Roïal des Champs
- Traité du sublime, ou du merveilleux dans le discours
- Vie de M. Hecquet Docteur Regent, Et Ancien Döien de la Faculté de Médecine de Paris avec un catalogue raisonné de ses ouvrages
- Vie de Monsieur Pavillon, évêque d'Alet
- Voyage de Chapelle et de Bachaumont ; suivi de leurs poésies diverses ; du voyage de Languedoc et de Provence / De celui d'Eponne / [Voyage] du Chevalier de Parny

### Sources
- A.-F.-F. Babault, Dictionnaire général des théâtres, t. 5, Paris, Babault, J. Capelle, Renaud Treuttel, Wurtz et Le Normant, 1810.